# Duyên dáng truyền hình
Duyên dáng truyền hình là một cuộc thi dành cho các biên tập viên, phát thanh viên truyền hình do Đài Truyền hình Thành phố Hồ Chí Minh và Công ty Cát Tiên Sa phối hợp tổ chức, được diễn ra hằng năm. Ban tổ chức mong muốn tạo ra một nơi giao lưu, học hỏi và trao đổi kinh nghiệm giữa những nữ phát thanh viên, phóng viên, biên tập viên và MC của các đài phát thanh, truyền hình trên cả nước.

## Lịch sử cuộc thi
Năm 2007, khi mà Liên hoan truyền hình toàn quốc diễn ra tại Thành phố Hồ Chí Minh, HTV đã tổ chức cuộc thi này. Sau đó, cuộc thi được duy trì hằng năm.

## Các năm thi

### 2006
Cuộc thi với sự tham gia của 21 thí sinh đến từ 18 đài truyền hình.

#### Top 5
|       | Thí sinh                                                                                        |
| ----- | ----------------------------------------------------------------------------------------------- |
| Top 5 | - Hoàng Hồng Hạnh - Trần Thu Hương - Lê Thị Phương Thảo - Vũ Nguyễn Ngọc Nga - Hà Thị Hồng Hạnh |

#### Kết quả chung cuộc[2][3]
| Danh hiệu                               | Thí sinh                                     |
| --------------------------------------- | -------------------------------------------- |
| Giải nhất                               | - Hải Phòng - Trần Thu Hương                 |
| Giải nhì                                | - Thành phố Hồ Chí Minh - Lê Thị Phương Thảo |
| Giải ba                                 | - Hà Nội - Hoàng Hồng Hạnh                   |
| Gương mặt khả ái nhất                   | - Đà Nẵng - Lê Thị Bích Liên                 |
| Ứng xử hay nhất                         | - Hải Phòng - Trần Thu Hương                 |
| Trình diễn phong cách                   | - Quảng Ninh - Nguyễn Thu Giang              |
| Trang phục đặc trưng vùng miền đẹp nhất | - Điện Biên - Hà Thị Hải Yến                 |
| Trang phục áo dài đẹp nhất              | - Thành phố Hồ Chí Minh - Vũ Nguyễn Ngọc Nga |
| Phần giới thiệu hay nhất                | - Đồng Nai - Võ Thị Ngọc Như                 |
| Giải năng khiếu                         | - Hà Nội - Trần Thị Thanh Thảo               |

#### Giải thưởng
- Giải nhất: 50.000.000 đồng
- Giải nhì: 35.000.000 đồng
- Giải ba: 15.000.000 đồng
- Các giải thưởng phụ: 8.000.000 đồng / giải

### 2007
Cuộc thi với sự tham gia của 19 thí sinh. 

#### Top 5
|       | Thí sinh |
| ----- | --- |
| Top 5 | - Nguyễn Hồng Phượng (TP HCM) - Nguyễn Thị Hồng Nhung (Hải Phòng) - Trần Thị Minh Trang (Hà Nội) - Sùng Thị Vân Dung (Lai Châu) - Nguyễn Ngọc Khoa Nhi (Đà Nẵng) |

#### Kết quả chung cuộc
| Danh hiệu                               | Thí sinh                                     |
| --------------------------------------- | -------------------------------------------- |
| Giải nhất                               | - Thành phố Hồ Chí Minh - Nguyễn Hồng Phượng |
| Giải nhì                                | - Hải Phòng - Nguyễn Thị Hồng Nhung          |
| Giải ba                                 | - Hà Nội - Trần Thị Minh Trang               |
| Gương mặt khả ái nhất                   | - Lai Châu - Sùng Thị Vân Dung               |
| Vóc dáng đẹp nhất                       | - Đà Nẵng - Nguyễn Ngọc Khoa Nhi             |
| Trang phục đặc trưng vùng miền đẹp nhất | - Thái Nguyên - Chu Thị Ngọc Linh            |
| Trang phục áo dài đẹp nhất              | - Hải Phòng - Nguyễn Thị Hồng Nhung          |
| Phần giới thiệu hay nhất                | - Cao Bằng - Nguyễn Thu Hường                |
| Khán giả bình chọn nhiều nhất           | - Thành phố Hồ Chí Minh - Nguyễn Hồng Phượng |

#### Giải thưởng
- Giải nhất: 20.000.000 đồng
- Giải nhì: 15.000.000 đồng
- Giải ba: 10.000.000 đồng
- Các giải thưởng phụ: 6.000.000 đồng / giải

### 2008
Cuộc thi với sự tham gia của 15 thí sinh. 

#### Top 5
|       | Thí sinh |
| ----- | --- |
| Top 5 | - Nguyễn Thị Ngọc Dung (đài PT-TH Kiên Giang) - Nguyễn Thị Chúc Anh (Hậu Giang) - Huỳnh Thị Phương Thảo (TP HCM) - Lê Thúy An (Truyền hình kĩ thuật số VTC) - Nguyễn Thị Hằng (Nghệ An). |

5 thí sinh bước tiếp vào phần thi đối đáp với hai MC dày dặn kinh nghiệm của Đài HTV là Hồng Phượng (Giải nhất 2008) và Quỳnh Hương.

#### Kết quả chung cuộc
| Danh hiệu                            | Thí sinh                                        |
| ------------------------------------ | ----------------------------------------------- |
| Giải nhất                            | - Hậu Giang - Nguyễn Thị Chúc Anh               |
| Giải nhì                             | - Thành phố Hồ Chí Minh - Huỳnh Thị Phương Thảo |
| Giải ba                              | - Kiên Giang - Nguyễn Thị Ngọc Dung             |
| Gương mặt khả ái nhất                | - Nghệ An - Nguyễn Thị Hằng                     |
| Trình diễn trang phục Asean đẹp nhất | - Bình Phước - Vũ Thị Trần Trang                |
| Trang phục vùng miền đẹp nhất        | - Thái Nguyên - Hoàng Thị Lan Anh               |
| Trang phục áo dài đẹp nhất           | - Kiên Giang - Nguyễn Thị Ngọc Dung             |
| Khuôn mặt lên hình đẹp nhất          | - Hà Nội - Vũ Ly Ly                             |
| Giải năng khiếu                      | - Đà Nẵng - Nguyễn Phong Lan                    |

#### Giải thưởng
- Giải nhất: 20.000.000 đồng
- Giải nhì: 15.000.000 đồng
- Giải ba: 10.000.000 đồng
- Các giải thưởng phụ: 6.000.000 đồng / giải [4][5]

### 2009
Cuộc thi với sự tham gia của 13 thí sinh. 

#### Top 5
5 thí sinh bước tiếp vào phần thi đối đáp với hai MC dày dặn kinh nghiệm là Hồng Phượng (Giải nhất 2008) và Thu Hương (Giải nhất 2007).

#### Kết quả chung cuộc
| Danh hiệu                               | Thí sinh                               |
| --------------------------------------- | -------------------------------------- |
| Giải nhất                               | - Hậu Giang - Nguyễn Thị Trang Phương  |
| Giải nhì                                | - Hà Nội - Nguyễn Thị Quỳnh Mai        |
| Giải ba                                 | - Hải Phòng - Phạm Thị Diệu Hương      |
| Gương mặt khả ái nhất                   | - Thành phố Hồ Chí Minh - Đào Thanh Hà |
| Giải năng khiếu                         | - Vũng Tàu - Hoàng Thị Nga             |
| Trang phục đặc trưng vùng miền đẹp nhất | - Gia Lai - Bùi Thanh Quý              |
| Trang phục áo dài đẹp nhất              | - Cần Thơ - Đỗ Hoàng Ngọc Diễm         |
| Trang phục Asean đẹp nhất               | - Hà Nội - Nguyễn Thị Quỳnh Mai        |
| Thí sinh được yêu thích nhất            | - Hậu Giang - Nguyễn Thị Trang Phương  |

#### Giải thưởng
- Giải nhất: 30.000.000 đồng
- Giải nhì: 20.000.000 đồng
- Giải ba: 10.000.000 đồng
- Các giải thưởng phụ: 6.000.000 đồng / giải

### 2010
Cuộc thi với sự tham gia của 13 thí sinh. 

#### Kết quả chung cuộc
| Danh hiệu                                        | Thí sinh                                        |
| ------------------------------------------------ | ----------------------------------------------- |
| Giải nhất                                        | - Hà Nội (Đài VTC) - Phạm Khánh Ly              |
| Giải nhì                                         | - Vũng Tàu - Mã Thị Ngọc Diệu                   |
| Giải ba                                          | - Thành phố Hồ Chí Minh - Trần Thị Thanh Phương |
| Gương mặt khả ái nhất                            | - Hà Nội - Trịnh Thị Thanh Vân                  |
| Giải năng khiếu                                  | - Đồng Nai - Nguyễn Ngọc Quế                    |
| Trang phục đặc trưng vùng miền đẹp nhất          | - Bình Thuận - Qua Đình Vân Thái                |
| Thí sinh có câu chuyện truyền hình ấn tượng nhất | - Hải Phòng - Nguyễn Thị Hồng Nhung             |
| Phần tự giới thiệu hay nhất                      | - Ninh Thuận - Vũ Thị Thu Phương                |
| Thí sinh được yêu thích nhất                     | - Thành phố Hồ Chí Minh - Trần Thị Thanh Phương |

#### Giải thưởng
- Giải nhất: 35.000.000 đồng
- Giải nhì: 25.000.000 đồng
- Giải ba: 15.000.000 đồng
- Các giải thưởng phụ: 6.000.000 đồng / giải

## Các giải nhất
| Năm  | Tên                     | Công tác tại đài phát thanh - truyền hình | Ghi chú                                                |
| ---- | ----------------------- | ----------------------------------------- | ------------------------------------------------------ |
| 2006 | Trần Thu Hương          | Hải Phòng                                 | Đoạt giải phụ: Ứng xử hay nhất.                        |
| 2007 | Nguyễn Hồng Phượng      | Thành phố Hồ Chí Minh                     | Đoạt giải phụ: Thí sinh được yêu thích nhất.           |
| 2008 | Nguyễn Thị Chúc Anh     | Hậu Giang                                 |                                                        |
| 2009 | Nguyễn Thị Trang Phương | Hậu Giang                                 | Đoạt giải phụ: Thí sinh được yêu thích nhất.           |
| 2010 | Phạm Khánh Ly           | Hà Nội                                    |                                                        |
| 2011 | Nguyễn Thị Hồng Hạnh    | Hà Nội                                    | Đoạt giải phụ: Thí sinh mặc trang phục dạ hội đẹp nhất |